# Aviva Bar-On
Aviva Bar-On (hebräisch אביבה בר-און; vormals Bedřiška Winklerová, geboren am 2. September 1932 in Miroslav) ist eine tschechoslowakische Überlebende des Holocaust, die seit 1949 in Israel lebt.

## Leben
Der Vater von Aviva Bar-On betrieb eine Sägemühle in Miroslav, des Weiteren war er Erzieher. Sie hatte einen Bruder, Felix. Nach der Besetzung des Sudetenlandes im Jahr 1938 flüchtete die Familie nach Brünn, wo sie bei ihrem Onkel und dessen Familie lebten. Ihr Vater musste Zwangsarbeit leisten. Im Januar 1942 musste sich die Familie an einer Sammelstelle in Brünn einfinden und wurde nach Theresienstadt deportiert. Hier wurde die Familie getrennt, Aviva Bar-On durfte bei ihrer Mutter bleiben. Als Aviva Bar-On in Theresienstadt erkrankte, lernte sie auf der Krankenstation die Schriftstellerin und Komponistin Ilse Weber kennen, die den kranken Kindern im KZ immer wieder ein "trauriges, doch lustiges Lied" vorsang. Nachdem sie aus dem Krankenstation entlassen worden war, besuchte sie Ilse Weber dort immer wieder und lernte ihre Texte und Melodien.
Da Bar-Ons Vater Erzieher war, waren er und seine Familie vor Deportationen geschützt. Im Februar 1945, als das untergehende Hitler-Regime Devisen benötigte, wurden 1.200 Juden aus dem KZ Theresienstadt um eine Million Dollar verkauft. Bar-Ons Vater wurde vom Lagerkommandanten Karl Rahm vorgeladen, dieser wählte ihn, da der Vater Baumeister war, für den Transport in die Schweiz aus. Die Familie glaubte bis zum Übergang über die Grenze, dass der Transport nach Auschwitz ginge, aber sie gelangten wohlbehalten am 7. Februar 1945 in Kreuzlingen an. Erst weiter nach St. Gallen, wo sie in Quarantäne kamen, von dort ging es nach Adliswil bei Zürich und zum Schluss wurden sie in einem Hotel am Genfer See in der Nähe von Montreux untergebracht. Während keine ihrer Freundinnen aus Theresienstadt überleben konnte, war die Familie Winkler in Sicherheit und konnte den Untergang des Dritten Reiches abwarten.
Im Juli 1945 kehrte die Familie in die Tschechoslowakei zurück. Die Wohnung in Miroslav war beschlagnahmt worden, die Eltern suchten eine neue Unterkunft, während die Kinder nach Prag gingen. Hier kamen Aviva Bar-On und ihr Bruder in Sanatorien, Bar-On litt an Bulimie. Nachdem sie aus dem Sanatorium entlassen worden war, machte sie noch zwei Jahre eine Schulausbildung, zuerst in Miroslav, dann in Brünn.
Im Mai 1949 nutzten Aviva Bar-On und ihr Bruder die letzte Möglichkeit, ihr Heimatland auf legale Art zu verlassen und emigrierten mit Unterstützung der Jugendorganisation Alijah nach Israel. Zuerst lebte sie im Kibbutz Kabri im Norden von Israel, absolvierte dann eine Ausbildung zur Krankenschwester am Rambam Hospital in Haifa und schließlich ein Soziologie-Studium. 1956 heiratete sie Asher Braun (Bar-On), der aus Ungarn stammt und das KZ Mauthausen und einen Todesmarsch überlebt hatte. Bedřiška Winklerová änderte ihren Namen in Aviva Bar-On. 1956 ging der Bruder zum Studium nach England, blieb aber dort. Die Eltern wollten ursprünglich ihren Kindern nach Israel folgen, dies war aber in den 50er Jahren nicht möglich, später wollte ihr Vater nicht mehr, der letztendlich in der Tschechoslowakei verstarb. Nach seinem Tod kam die Mutter im Jahr 1976 nach Israel, wo sie noch 19 Jahre lang lebte, allerdings nicht mehr Hebräisch lernte. Aviva Bar-On lebt in Kirjat Ono nahe Tel Aviv.
Der italienische Komponist Francesco Lotoro dirigierte am 15. April 2018 in Jerusalem ein Konzert mit Werken jüdischer Komponisten, die in Konzentrationslagern entstanden. Das Konzert fand anlässlich Jom haAtzma’ut und des 70. Jahrestages der Staatsgründung Israels statt und beinhaltete Werke von Max Ehrlich, Willy Rosen und Zygfryd Maciej Stryjecki. Auch Aviva Bar-On trat auf und stellte dabei ein Lied von Ilse Weber (1903–1944) vor, dessen Text und Melodie nicht schriftlich überliefert wurde, sondern durch Avivas Erinnerungsvermögen.
Aviva Bar-On hat drei Kinder, elf Enkelkinder und mehrere Urenkel.

## Zitat
„Dass ich die Strapazen der Kindheit und Jugend überwinden und ich es doch noch schaffen konnte, eine schöne Familie aufzubauen ist mein größter Erfolg. Wir sprachen zu Hause nie über die Shoah, erst sehr spät. Meine Kinder sind hier aufgewachsen mit einer geraden Wirbelsäule. [...] Sie sind als gleichberechtigte Bürger unseres Landes aufgewachsen.“